# رامي عمر باعطية
رامي عمر باعطية (من مواليد مدينة جدة في المملكة العربية السعودية) هو كاتب سعودي يعيشُ في الولايات المتحدة الأمريكيّة حيث انتقل لها لإكمال دراستهِ وتخصّصه في علم النفس. صدرت له عددٌ من الكتب والرويات منذ أن بدأ مسارهُ المهني في عالم الكتابة والنشر والتأليف وحتى التوزيع مطلع عام 2010. أول أعمالهِ الكتابيّة كانت رواية «ليست الحياة كما تبدو» التي صدرت عن دار الأمة للنشر والتوزيع عام 2013، وفيه قدَّم نصائح لعيش حياة أقرب للمثاليّة بعيدًا عن المشاكل والنعرات والمحبطاتط أمَّا ثالث أعماله فكان كتاب «روائع الدكتور مصطفى محمود» الذي صدر أيضًا عن دار الأمة للنشر والتوزيع عام 2017 وفيه جمعَ ولخَّص رامي كل ما كَتب وكُتب عن الكاتب المصري مصطفى محمود.

## الحياة المُبكّرة والتعليم
سافر رامي عمر باعطيّة في وقتٍ ما إلى الولايات المتحدة الأمريكية لإكمال دراسة علم النفس.

## المسيرة المهنيّة
نشر رامي عمر باعطية في وقتٍ ما من عام 2012 رواية «روائع القرآن» عن دار ابن حزم للنشر والتوزيع في نحو 360 صفحة. أصدر رامي هذا الكتاب الذي كان نتيجةً لقراءته المتعمّقة لمدة سنتين. قسَّم الكاتب السعودي الكتاب إلى سبعة أقسام، حيث تحدث في القسم الأول عن حقيقة الإسلام وتحته سبعة مواضيع أما في القسم الثاني فقد ركَّز على سنن التاريخ وتحته موضوعان. تحدث رامي في القسم الثالث عن المواجهة وتحته خمسة مواضيع، وجاء القسم الرابع معنونًا بيده ملكوت كل شيء وتحته موضوعان أمّا القسم الخامس فتحدث في طلائع الدعوة وتحته ثلاثة مواضيع، ثمّ ركَّز القسم السادس على صياغة القيم والمباديء وتحته سبعة مواضيع وفي القسم السابع والأخير كان هناك حديثٌ عن نسائم الروح وتحته موضوعان.
أصدر رامي في العام الموالي (2013) كتابًا جديدًا بعنوان «ليست الحياة كما تبدو» عن دار الأمة لنشر والتوزيع في نحو 164 صفحة. تحدث رامي في هذا الكتاب عن الحياة التي وصفها بالأسرار المكنوزة في حكايات أصحابها، وهو ما دفعهُ لجمعها – أي القصص – لمعرفة مزيدٍ من أسرارها. الحياة – من وجهة نظر رامي عمر باعطية في هذا الكتاب – قصّة فصولها متعددة، ولذا فهو لا يحكمُ عليها قبل انتهاء جميل فصولها. قُوبل الكتاب بتشجيع وإشادة من بعض النقاد الذين أشادوا برامي وكيف تمكَّن في كتابه من وصف الحياة بكل تلك الصفات، فتارةً يُسمّيها أغنية كلماتها جميلة، وألحانها رائعة، وتارةً أخرى يُؤكّد على أنَّ مطلعها قد يكونُ حزينًا مبكيًا لكنه يعدو في النهاية مفرحًا مبهجًا.
انتظر رامي عمر باعطية أربع سنوات حتى ينشر ثالث أعماله الروائيّة، والحديث هنا رواية «روائع الدكتور مصطفى محمود» التي صدرت عام 2017 عن دار الأمة للنشر والتوزيع – وهي الدار التي نشرت معظم أعمال الكاتب السعودي – في نحو 270 صفحة. ضمَّ رامي عمر في هذا الكتاب خلاصة فكر وتجربة وفلسفة الكاتب المصري مصطفى محمود ونظراته للأشياء الكبيرة والصغيرة، كما لخَّص كل ما كَتبه وكُتب عنه في أبواب مرتبة لتسهيل الوصول للفقرات. يحتوي الكتاب أيضًا على بعض القضايا الأساسيّة والهامشيّة في حياة مصطفى.

## قائمة أعماله
هذه قائمةٌ بأبرز أعمال الكاتب والمؤلِّف السعودي رامي عمر باعطيّة:
- روائع الظلال (رواية صدرت عن دار ابن حزم للنشر والتوزيع عام 2012)[15]
- ليست الحياة كما تبدو (رواية صدرت عن دار الأمة للنشر والتوزيع عام 2013)[16]
- روائع الدكتور مصطفى محمود (رواية صدرت عن دار الأمة للنشر والتوزيع عام 2017)[17]